# Mistrzostwa Polski w Łyżwiarstwie Figurowym 2002
Mistrzostwa Polski w łyżwiarstwie figurowym 2002 – zawody mające na celu wyłonienie najlepszych łyżwiarzy figurowych w Polsce. 

## Wyniki

### Soliści
| Poz. | Zawodnik         |
| ---- | ---------------- |
| 1    | Bartosz Domański |
| 2    | Krzysztof Komosa |

### Solistki
| Poz. | Zawodniczka            |
| ---- | ---------------------- |
| 1    | Sabina Wojtala         |
| 2    | NO                     |
| 3    | Aleksandra Żelichowska |
| 4    | Anna Jurkiewicz        |

### Pary sportowe
| Poz. | Zawodnicy                        |
| ---- | -------------------------------- |
| 1    | Dorota Zagórska / Mariusz Siudek |
| 2    | Aneta Kowalska / Artur Szeliski  |

### Tańce na lodzie
| Poz. | Zawodnicy                           |
| ---- | ----------------------------------- |
| 1    | Sylwia Nowak / Sebastian Kolasiński |
| 2    | Agata Błażowska / Marcin Kozubek    |
| 3    | Agnieszka Dulej / Sławomir Janicki  |